# Billy McFarland

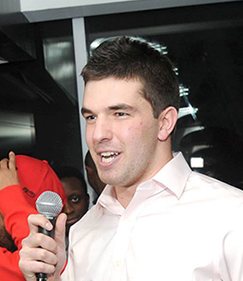
Billy McFarland (2014)

Billy McFarland (* 1991, geboren als William Z. McFarland) ist ein amerikanischer Veranstalter, Unternehmer und verurteilter Straftäter. Er gilt als Initiator des Fyre Festivals.

## Leben
McFarland wuchs in New Jersey auf. Seine Eltern waren als Immobilienentwickler tätig.
Er machte 2010 seinen Highschool-Abschluss und besuchte anschließend die Bucknell University, die er während des ersten Jahres als Studienabbrecher verließ. Im gleichen Zeitraum startete McFarland ein Soziales Netzwerk und zugleich Werbeplattform namens Spling. Das Start-up-Unternehmen schaffte es, Fördergelder in Höhe von 400 000 Dollar von Wagniskapitalgebern zu erhalten. Die Plattform wurde allerdings später eingestellt.
2013 gründete McFarland das Unternehmen Magnises, das als Event-Veranstalter mit einer eigenen Club-Karte agierte. Die Karte fungierte dabei als eine Art Prepaid-Kreditkarte und sollte als Statussymbol für Millennials in ausgewählten Großstädten dienen. Die Clubgebühr lag bei einem jährlichen Betrag von 250 Dollar. Insgesamt konnte Magnises bereits in einer frühen Phase zahlreiche Investorenfinanzierungen sicherstellen. Das Unternehmen und dessen Geschäftsmodell wurden jedoch rückwirkend kritisch betrachtet.
McFarland gründete in der gleichen Zeit die Fyre Media Inc., das als Unternehmen eine App für die Buchung exklusiver Musiker, Entertainer und Künstler entwickelte.

### Fyre Festival

Logo des Fyre Festivals

Ziel des Fyre Festivals war es, die gleichnamige Fyre-App zu promoten. Das Event, welches als Luxusfestival vermarktet und dann kurzfristig im März 2017 abgebrochen wurde, fand auf der Bahama-Insel Exuma statt.
Aufgrund absolut unzureichender Vorbereitungen bei gleichzeitig sehr aufwendiger und viraler Bewerbung der Veranstaltung als „Luxusevent für Millennials“, die zu entsprechenden Erwartungen seitens der Besucher führte, entwickelte sich das Festival zu einem viralen Fehlschlag und offenbarte sich gleichzeitig als betrügerische Täuschung.
Kurz nach dem großen Misserfolg des Festivals und nachdem er auf Bewährung freigelassen worden war, begann McFarland, illegal die Daten der Fyre-Festival-Ticketkäufer zu nutzen; er und ein Geschäftspartner boten mittels Telefonbetrug Tickets für exklusive Veranstaltungen an, die nie stattfanden. Mit dieser Art von betrügerischen Luftgeschäften konnte McFarland seinen Lebensstil finanzieren.
In der Folge kam es zu mehreren Prozessen gegen die Beteiligten, in deren Verlauf sich unter anderem McFarland im März 2018 als des Betruges schuldig bekannte. Am 11. Oktober 2018 wurde McFarland zu einer sechsjährigen Gefängnisstrafe sowie zu einer Strafzahlung in Höhe von 26 Millionen US-Dollar verurteilt.
Im Juli 2020 erkrankte McFarland während seines Gefängnisaufenthaltes an COVID-19. Am 30. März 2022 wurde McFarland vorzeitig aus dem Gefängnis entlassen.

## Freundschaft mit Anna Sorokin
Am 23. Juli 2018 berichtete die New York Post, dass die Hochstaplerin Anna Sorokin möglicherweise vier Monate lang in dem Loft in SoHo gelebt hat, das McFarland gehörte, nachdem sie darum gebeten hatte, nur für ein paar Tage zu bleiben.
In der Netflixproduktion Inventing Anna aus dem Jahr 2022 wird ebenfalls die Bekanntschaft zwischen den beiden Protagonisten dargestellt.

## Dokumentationen
Insgesamt wurden zwei Dokumentationen über das Fyre Festival sowie das Handeln von McFarland im Jahr 2019 veröffentlicht: Hulus Fyre Fraud – Festival-Desaster im Paradies und die Netflixproduktion Fyre: Die größte Party, die nie stattgefunden hat.